# Campionato mondiale di Formula 1 1958
Il campionato mondiale di Formula 1 1958 organizzato dalla FIA è stato, nella storia della categoria, il 9° ad assegnare il campionato piloti e il 1° ad assegnare il campionato costruttori. È iniziato il 19 gennaio e terminato il 19 ottobre, dopo 11 gare. Il titolo mondiale piloti è andato per la prima volta al britannico Mike Hawthorn, mentre il Titolo Costruttori è stato conquistato dalla Vanwall.

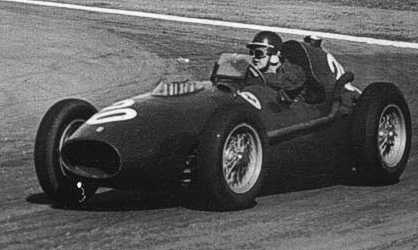
Mike Hawthorn vince il suo unico titolo mondiale al volante della Ferrari, primo inglese a riuscirci.

Il pilota della Kurtis Kraft Pat O'Connor, i piloti della scuderia Ferrari Luigi Musso e Peter Collins e il pilota della Vanwall Stuart Lewis-Evans sono deceduti durante questo campionato.

## Piloti e Team
| Nome del Team                      | Costruttore             | Modello                 | Motore      | Gomme | Piloti                                                                                 |
| ---------------------------------- | ----------------------- | ----------------------- | ----------- | ----- | -------------------------------------------------------------------------------------- |
| André Guelfi (privato)             | Cooper                  | T45 F2                  | Climax      | D     | André Guelfi                                                                           |
| Ansted Rotary                      | Kuzma Kurtis Kraft      | Indy Roadster 500D 500C | Offenhauser | F     | Elmer George Jack Ensley Art Bisch                                                     |
| Bardahl/Pat Clancy                 | Kurtis Kraft            | 500G                    | Offenhauser | F     | Al Keller                                                                              |
| Belond AP/George Salih             | Epperly                 | Indy Roadster           | Offenhauser | F     | Jimmy Bryan                                                                            |
| B Ecclestone                       | Connaught               | B                       | Alta        | A D   | Bernie Ecclestone Bruce Kessler Paul Emery Jack Fairman Ivor Bueb                      |
| Bob Estes                          | Phillips                |                         | Offenhauser | F     | Don Freeland                                                                           |
| Bob Sorenson                       | Kuzma                   | Indy Roadster           | Offenhauser | F     | Dempsey Wilson                                                                         |
| Bowes Seal Fast Racing             | Kurtis Kraft            | 500G                    | Offenhauser | F     | Johnny Boyd Bob Veith                                                                  |
| British Racing Partnership         | Cooper                  | T45 F2                  | Climax      | D     | Tom Bridger                                                                            |
| Bryant Heating                     | Kurtis Kraft            | 500G                    | Offenhauser | F     | Eddie Johnson                                                                          |
| Carl Anderson                      | Kurtis Kraft            | 500D                    | Offenhauser | F     | Joe Giba                                                                               |
| Central Excavating/Pete Salemi     | Kuzma                   | Indy Roadster           | Offenhauser | F     | Len Sutton Jimmy Daywalt                                                               |
| City of Daytona                    | Kurtis Kraft            | 500G                    | Offenhauser | F     | Paul Goldsmith                                                                         |
| City of Memphis                    | Kurtis Kraft            | 500G                    | Offenhauser | F     | Fred Agabashian                                                                        |
| Cooper Car Company                 | Cooper                  | T44 T45                 | Climax      | D     | Jack Brabham Roy Salvadori Ian Burgess Bruce McLaren Jack Fairman                      |
| D-A Lubricants Racing              | Kuzma Kurtis Kraft      | Indy Roadster           | Offenhauser | F     | Fred Agabashian Al Herman Johnny Thomson                                               |
| Dayton Steel Foundry               | Kurtis Kraft            | 500G                    | Offenhauser | F     | Mike Magill                                                                            |
| Dean Van Lines                     | Kuzma                   | Indy Roadster           | Offenhauser | F     | A.J. Foyt                                                                              |
| Dick Gibson                        | Cooper                  | T43 F2                  | Climax      | D     | Dick Gibson                                                                            |
| Dr. Ing. F Porsche KG              | Porsche                 | RSK F2                  | Porsche     |       | Edgar Barth                                                                            |
| Duncan                             | Kurtis Kraft            | 500A                    | DeSoto      | F     | Jerry Unser                                                                            |
| Dunn Engineering                   | Dunn                    |                         | Offenhauser | F     | Chuck Weyant                                                                           |
| Ecurie Demi Litre                  | Lotus                   | 12 F2                   | Climax      | D     | Ivor Bueb                                                                              |
| Ecurie Eperon d'Or                 | Cooper                  | T43 F2                  | Climax      | D     | Christian Goethals                                                                     |
| Ecurie Maarsbergen                 | Porsche                 | RSK                     | Porsche     | D     | Carel Godin de Beaufort                                                                |
| Federal Engineering                | Kurtis Kraft Snowberger | 500C 500D               | Offenhauser | F     | Jim McWithey Bob Christie Jimmy Daywalt                                                |
| Francesco Godia Sales (privato)    | Maserati                | 250F                    | Maserati    | P     | Paco Godia                                                                             |
| Fred Gerhardt                      | Kurtis Kraft            | 500G                    | Offenhauser | F     | Johnnie Parsons                                                                        |
| Giorgio Scarlatti (privato)        | Maserati                | 250F                    | Maserati    | P     | Giorgio Scarlatti                                                                      |
| Greenman-Casale                    | Kuzma                   | Indy Roadster           | Offenhauser | F     | Johnnie Tolan                                                                          |
| H.A. Chapman                       | Kurtis Kraft            | 500G                    | Offenhauser | F     | Billy Garrett                                                                          |
| Hall-Mar                           | Kurtis Kraft            |                         | Offenhauser | F     | Dempsey Wilson                                                                         |
| Helse / H.H. Johnson               | Kuzma                   | Indy Roadster           | Offenhauser | F     | Fred Agabashian Art Bisch                                                              |
| High Efficiency Motors             | Cooper                  | T43 F2                  | Climax      | D     | Ian Burgess                                                                            |
| Hoover Motor Express               | Kurtis Kraft            | 500G                    | Offenhauser | F     | Rex Easton                                                                             |
| Hoyt Machine/Fred Sommer           | Kurtis Kraft            | 500C                    | Offenhauser | F     | Gene Hartley                                                                           |
| H H Gould (privato)                | Maserati                | 250F                    | Maserati    | D     | Horace Gould                                                                           |
| J B Naylor                         | Cooper                  | T45 F2                  | Climax      | D     | Brian Naylor                                                                           |
| J.C. Agajanian                     | Kuzma                   | Indy Roadster           | Offenhauser | F     | Troy Ruttman                                                                           |
| Jim Robbins                        | Kurtis Kraft            | 500G                    | Offenhauser | F     | Len Sutton                                                                             |
| Jo Bonnier                         | Maserati                | 250F                    | Maserati    | P     | Harry Schell Jo Bonnier Phil Hill Giulio Cabianca Hans Herrmann                        |
| John Zink                          | Watson                  | Indy Roadster           | Offenhauser | F     | Jud Larson Jimmy Reece Ed Elisian                                                      |
| Jones & Maley Cars                 | Epperly                 | Indy Roadster           | Offenhauser | F     | Tony Bettenhausen                                                                      |
| Ken Kavanagh                       | Maserati                | 250F                    | Maserati    | P     | Jean Behra Ken Kavanagh Luigi Taramazzo                                                |
| Kurtis Kraft/Smith                 | Kurtis Kraft            | 500C                    | Offenhauser | F     | Bill Homeier                                                                           |
| Leader Card 500                    | Epperly                 | Indy Roadster           | Offenhauser | F     | Jim Rathmann                                                                           |
| Maria Teresa de Filippis (privata) | Maserati                | 250F                    | Maserati    | P     | Maria Teresa de Filippis                                                               |
| Massaglia Hotels                   | Lesovsky                |                         | Offenhauser | F     | Jack Turner                                                                            |
| McKay's Bulldog                    | Kurtis Kraft            | 3000                    | Offenhauser | F     | Bob Cortner                                                                            |
| McNamara/Kalamazoo Sports          | Watson Kurtis Kraft     | 500D                    | Offenhauser | F     | Dick Rathmann Shorty Templeman                                                         |
| Meguiar's Mirror/Crawford          | Kurtis Kraft            | 500D 500G               | Offenhauser | F     | Ray Crawford                                                                           |
| Norman Demler                      | Epperly                 | Indy Roadster           | Offenhauser | F     | George Amick                                                                           |
| Novi Auto Ait Conditioner          | Kurtis Kraft            | 500F                    | Novi        | F     | Juan Manuel Fangio                                                                     |
| Novi Racing                        | Kurtis Kraft            | 500G 500F               | Novi        | F     | Bill Cheesbourg Paul Russo                                                             |
| Owen Racing Organisation           | BRM                     | P25                     | BRM         | D     | Jean Behra Harry Schell Jo Bonnier Ron Flockhart                                       |
| Peter Schmidt                      | Kuzma                   | Indy Roadster           | Offenhauser | F     | Eddie Sachs                                                                            |
| Ray Brady                          | Kurtis Kraft            | 500C                    | Offenhauser | F     | Van Johnson                                                                            |
| Robert La Caze (privato)           | Cooper                  | T45 F2                  | Climax      | D     | Robert La Caze                                                                         |
| Roy McKay                          | Kurtis Kraft            | 500G                    | Offenhauser | F     | Jerry Unser                                                                            |
| RRC Walker Racing Team             | Maserati Cooper         | 250F T45 T43            | Maserati    | P     | Stirling Moss Maurice Trintignant Ron Flockhart François Picard                        |
| Safety Auto Glass                  | Kurtis Kraft            | 500C                    | Offenhauser | F     | Bill Homeier Leroy Warriner                                                            |
| Sclavi & Amos                      | Kuzma                   | Indy Roadster           | Offenhauser | F     | Eddie Russo                                                                            |
| Scuderia Centro Sud                | Maserati Cooper         | 250F T43 F2             | Maserati    | E     | Masten Gregory Jo Bonnier Gerino Gerini Troy Ruttman Carroll Shelby Wolfgang Seidel    |
| Scuderia Ferrari                   | Ferrari                 | 246                     | Ferrari     | E     | Luigi Musso Peter Collins Mike Hawthorn Wolfgang von Trips Olivier Gendebien Phil Hill |
| Scuderia Sud Americana             | Maserati                | 250F                    | Maserati    | P     | Juan Manuel Fangio Carlos Menditeguy                                                   |
| Sumar/Chapman Root                 | Kurtis Kraft            | 500G 500C               | Offenhauser | F     | Marshall Teague Jerry Unser Pat O'Connor                                               |
| Team Lotus                         | Lotus                   | 12 16                   | Climax      | D     | Cliff Allison Graham Hill Alan Stacey                                                  |
| Temple Buell                       | Maserati                | 250F                    | Maserati    | P     | Carroll Shelby Masten Gregory                                                          |
| Tony Marsh                         | Cooper                  | T45 F2                  | Climax      | D     | Tony Marsh                                                                             |
| Vandervell Products Ltd            | Vanwall                 | VW5                     | Vanwall     | D     | Stirling Moss Tony Brooks Stuart Lewis-Evans                                           |
| Wolcott Fuel Injection             | Lesovsky                |                         | Offenhauser | F     | Rodger Ward                                                                            |
| Wyandotte Tool                     | Kurtis Kraft            | 500A                    | Offenhauser | F     | Rex Easton                                                                             |

## Gare mondiali
| N° | Gara                         | Data        | Circuito          | Pole position      | Giro veloce        | Vincitore           | Costruttore         | Resoconto |
| -- | ---------------------------- | ----------- | ----------------- | ------------------ | ------------------ | ------------------- | ------------------- | --------- |
| 1  | Gran Premio d'Argentina      | 19 gennaio  | Buenos Aires      | Juan Manuel Fangio | Juan Manuel Fangio | Stirling Moss       | Cooper-Climax       | Resoconto |
| 2  | Gran Premio di Monaco        | 18 maggio   | Monaco            | Tony Brooks        | Mike Hawthorn      | Maurice Trintignant | Cooper-Climax       | Resoconto |
| 3  | Gran Premio d'Olanda         | 26 maggio   | Zandvoort         | Stuart Lewis-Evans | Stirling Moss      | Stirling Moss       | Vanwall             | Resoconto |
| 4  | 500 Miglia di Indianapolis   | 30 maggio   | Indianapolis      | Dick Rathmann      | Tony Bettenhausen  | Jimmy Bryan         | Epperly-Offenhauser | Resoconto |
| 5  | Gran Premio del Belgio       | 15 giugno   | Spa-Francorchamps | Mike Hawthorn      | Mike Hawthorn      | Tony Brooks         | Vanwall             | Resoconto |
| 6  | Gran Premio di Francia       | 6 luglio    | Reims             | Mike Hawthorn      | Mike Hawthorn      | Mike Hawthorn       | Ferrari             | Resoconto |
| 7  | Gran Premio di Gran Bretagna | 19 luglio   | Silverstone       | Stirling Moss      | Mike Hawthorn      | Peter Collins       | Ferrari             | Resoconto |
| 8  | Gran Premio di Germania      | 3 agosto    | Nürburgring       | Mike Hawthorn      | Stirling Moss      | Tony Brooks         | Vanwall             | Resoconto |
| 9  | Gran Premio del Portogallo   | 24 agosto   | Boavista          | Stirling Moss      | Mike Hawthorn      | Stirling Moss       | Vanwall             | Resoconto |
| 10 | Gran Premio d'Italia         | 7 settembre | Monza             | Stirling Moss      | Phil Hill          | Tony Brooks         | Vanwall             | Resoconto |
| 11 | Gran Premio del Marocco      | 19 ottobre  | Ain-Diab          | Mike Hawthorn      | Stirling Moss      | Stirling Moss       | Vanwall             | Resoconto |

### Gran Premio d'Argentina
Buenos Aires - 19 gennaio 1958 - VI Gran Premio de la Republica Argentina

#### Ordine d'arrivo
1. Stirling Moss (Cooper-Climax)
2. Luigi Musso (Ferrari)
3. Mike Hawthorn (Ferrari)
4. Juan Manuel Fangio (Maserati)
5. Jean Behra (Maserati)

### Gran Premio di Monaco
Monte Carlo - 18 maggio 1958 - XVI Grand Prix Automobile de Monaco

#### Ordine d'arrivo
1. Maurice Trintignant (Cooper-Climax)
2. Luigi Musso (Ferrari)
3. Peter Collins (Ferrari)
4. Jack Brabham (Cooper-Climax)
5. Harry Schell (BRM)

### Gran Premio d'Olanda
Zandvoort - 26 maggio 1958 - VII Grote Prijs van Nederland

#### Ordine d'arrivo
1. Stirling Moss (Vanwall)
2. Harry Schell (BRM)
3. Jean Behra (BRM)
4. Roy Salvadori (Cooper-Climax)
5. Mike Hawthorn (Ferrari)

### 500 Miglia di Indianapolis
Indianapolis - 30 maggio 1958 - XLII Indianapolis International Motor Sweepstakes

#### Ordine d'arrivo
1. Jimmy Bryan (Epperly-Offenhauser)
2. George Amick (Epperly-Offenhauser)
3. Johnny Boyd (Kurtis Kraft-Offenhauser)
4. Tony Bettenhausen (Epperly-Offenhauser)
5. Jim Rathmann (Epperly-Offenhauser)

### Gran Premio del Belgio
Spa-Francorchamps - 15 giugno 1958 - XIX Grote Prijs van Belgie, Grand Prix d'Europe

#### Ordine d'arrivo
1. Tony Brooks (Vanwall)
2. Mike Hawthorn (Ferrari)
3. Stuart Lewis-Evans (Vanwall)
4. Cliff Allison (Lotus-Climax)
5. Harry Schell (BRM)

### Gran Premio di Francia
Reims - 6 luglio 1958 - XLIV Grand Prix de l'A.C.F.

#### Ordine d'arrivo
1. Mike Hawthorn (Ferrari)
2. Stirling Moss (Vanwall)
3. Wolfgang von Trips (Ferrari)
4. Juan Manuel Fangio (Maserati)
5. Peter Collins (Ferrari)

### Gran Premio di Gran Bretagna
Silverstone - 19 luglio 1958 - XI RAC British Grand Prix

#### Ordine d'arrivo
1. Peter Collins (Ferrari)
2. Mike Hawthorn (Ferrari)
3. Roy Salvadori (Cooper-Climax)
4. Stuart Lewis-Evans (Vanwall)
5. Harry Schell (BRM)

### Gran Premio di Germania
Nürburgring - 3 agosto 1958 - XX Großer Preis von Deutschland

#### Ordine d'arrivo
1. Tony Brooks (Vanwall)
2. Roy Salvadori (Cooper-Climax)
3. Maurice Trintignant (Cooper-Climax)
4. Wolfgang von Trips (Ferrari)
5. Bruce McLaren (vettura Formula 2)
Cliff Allison (Lotus-Climax)

### Gran Premio di Portogallo
Oporto - 24 agosto 1958 - VII Grande Prêmio de Portugal

#### Ordine d'arrivo
1. Stirling Moss (Vanwall)
2. Mike Hawthorn (Ferrari)
3. Stuart Lewis-Evans (Vanwall)
4. Jean Behra (BRM)
5. Wolfgang von Trips (Ferrari)

### Gran Premio d'Italia
Monza - 7 settembre 1958 - XXIX Gran Premio d'Italia

#### Ordine d'arrivo
1. Tony Brooks (Vanwall)
2. Mike Hawthorn (Ferrari)
3. Phil Hill (Ferrari)
4. Carroll Shelby e Masten Gregory (Maserati)
5. Roy Salvadori (Cooper-Climax)

### Gran Premio del Marocco
Ain-Diab - 19 ottobre 1958 - VII Grand Prix du Maroc

#### Ordine d'arrivo
1. Stirling Moss (Vanwall)
2. Mike Hawthorn (Ferrari)
3. Phil Hill (Ferrari)
4. Jo Bonnier (BRM)
5. Harry Schell (BRM)

## Gare non valevoli per il mondiale
| Nome Gara                    | Circuito    | Data      | Vincitore     | Costruttore   |
| ---------------------------- | ----------- | --------- | ------------- | ------------- |
| VI Glover Trophy             | Goodwood    | 7 aprile  | Mike Hawthorn | Ferrari       |
| VIII Gran Premio di Siracusa | Siracusa    | 13 aprile | Luigi Musso   | Ferrari       |
| XIII BARC Aintree 200        | Aintree     | 19 aprile | Stirling Moss | Cooper-Climax |
| X BRDC International Trophy  | Silverstone | 3 maggio  | Peter Collins | Ferrari       |
| VI Grand Prix de Caen        | Caen        | 20 luglio | Stirling Moss | Cooper-Climax |

## Classifiche

### Classifica piloti
Il sistema di punteggio prevedeva l'attribuzione ai primi cinque classificati rispettivamente di 8, 6, 4, 3 e 2 punti. Un punto aggiuntivo veniva assegnato al detentore del giro più veloce. Per la classifica finale valevano i migliori sei risultati; nella colonna Punti sono indicati i punti effettivamente validi per il campionato, tra parentesi i punti totali conquistati.
| Pos. | Pilota                   |     |     |     |     |     |     |     |     |     |     |     | Punti   |
| ---- | ------------------------ | --- | --- | --- | --- | --- | --- | --- | --- | --- | --- | --- | ------- |
| 1    | Mike Hawthorn            | 3   | Rit | 5   |     | 2   | 1   | 2   | Rit | 2   | 2   | 2   | 42 (49) |
| 2    | Stirling Moss            | 1   | Rit | 1   |     | Rit | 2   | Rit | Rit | 1   | Rit | 1   | 41      |
| 3    | Tony Brooks              |     | Rit | Rit |     | 1   | Rit | 7   | 1   | Rit | 1   | Rit | 24      |
| 4    | Roy Salvadori            |     | Rit | 4   |     | 8   | 11  | 3   | 2   | 9   | 5   | 7   | 15      |
| 5    | Peter Collins            | Rit | 3   | Rit |     | Rit | 5   | 1   | Rit |     |     |     | 14      |
| =    | Harry Schell             | 6   | 5   | 2   |     | 5   | Rit | 5   | Rit | 6   | Rit | 5   | 14      |
| 7    | Maurice Trintignant      |     | 1   | 9   |     | 7   | Rit | 8   | 3   | 8   | Rit | Rit | 12      |
| =    | Luigi Musso              | 2   | 2   | 7   |     | Rit | Rit |     |     |     |     |     | 12      |
| 9    | Stuart Lewis-Evans       |     | Rit | Rit |     | 3   | Rit | 4   |     | 3   | Rit | Rit | 11      |
| 10   | Phil Hill                |     |     |     |     |     | 7   |     | 9   |     | 3   | 3   | 9       |
| =    | Wolfgang von Trips       |     | Rit |     |     |     | 3   | Rit | 4   | 5   | Rit |     | 9       |
| =    | Jean Behra               | 5   | Rit | 3   |     | Rit | Rit | Rit | Rit | 4   | Rit | Rit | 9       |
| 13   | Jimmy Bryan              |     |     |     | 1   |     |     |     |     |     |     |     | 8       |
| 14   | Juan Manuel Fangio       | 4   |     |     | NQ  |     | 4   |     |     |     |     |     | 7       |
| 15   | George Amick             |     |     |     | 2   |     |     |     |     |     |     |     | 6       |
| 16   | Johnny Boyd              |     |     |     | 3   |     |     |     |     |     |     |     | 4       |
| =    | Tony Bettenhausen        |     |     |     | 4   |     |     |     |     |     |     |     | 4       |
| 18   | Jack Brabham             |     | 4   | 8   |     | Rit | 6   | 6   | Rit | 7   | Rit | 11  | 3       |
| =    | Cliff Allison            |     | 6   | 6   |     | 4   | Rit | Rit | 10  | Rit | 7   | 10  | 3       |
| =    | Jo Bonnier               |     | Rit | 10  |     | 9   | 8   | Rit | Rit | Rit | Rit | 4   | 3       |
| 21   | Jim Rathmann             |     |     |     | 5   |     |     |     |     |     |     |     | 2       |
| –    | Masten Gregory           |     |     | Rit |     | Rit |     |     |     |     | 4   | 6   | 0       |
| –    | Carroll Shelby           |     |     |     |     |     | Rit | 9   |     | Rit | 4   |     | 0       |
| –    | Bruce McLaren            |     |     |     |     |     |     |     | 5   |     |     | 13  | 0       |
| –    | Graham Hill              |     | Rit | Rit |     | Rit | Rit | Rit | Rit | Rit | 6   | 16  | 0       |
| –    | Olivier Gendebien        |     |     |     |     | 6   |     |     |     |     | Rit | Rit | 0       |
| –    | Jimmy Reece              |     |     |     | 6   |     |     |     |     |     |     |     | 0       |
| –    | Edgar Barth              |     |     |     |     |     |     |     | 6   |     |     |     | 0       |
| –    | Ian Burgess              |     |     |     |     |     |     | Rit | 7   |     |     |     | 0       |
| –    | Carlos Menditeguy        | 7   |     |     |     |     |     |     |     |     |     |     | 0       |
| –    | Don Freeland             |     |     |     | 7   |     |     |     |     |     |     |     | 0       |
| –    | Paco Godia               | 8   | NQ  |     |     | Rit | Rit |     |     |     |     |     | 0       |
| –    | Jack Fairman             |     |     |     |     |     |     | Rit |     |     |     | 8   | 0       |
| –    | Jud Larson               |     |     |     | 8   |     |     |     |     |     |     |     | 0       |
| –    | Tony Marsh               |     |     |     |     |     |     |     | 8   |     |     |     | 0       |
| –    | Gerino Gerini            |     | NQ  |     |     |     | 9   | Rit |     |     | Rit | 12  | 0       |
| –    | Hans Herrmann            |     |     |     |     |     |     |     | Rit |     | Rit | 9   | 0       |
| –    | Horace Gould             | 9   | NQ  |     |     |     |     |     |     |     |     |     | 0       |
| –    | Eddie Johnson            |     |     |     | 9   |     |     |     |     |     |     |     | 0       |
| –    | Maria Teresa de Filippis |     | NQ  |     |     | 10  |     |     |     | Rit | Rit |     | 0       |
| –    | Troy Ruttman             |     |     |     | NQ  |     | 10  |     |     |     |     |     | 0       |
| –    | Bill Cheesbourg          |     |     |     | 10  |     |     |     |     |     |     |     | 0       |
| –    | Carel Godin de Beaufort  |     |     | 11  |     |     |     |     | Rit |     |     |     | 0       |
| –    | Ivor Bueb                |     |     |     |     |     |     | Rit | 11  |     |     |     | 0       |
| –    | Al Keller                |     |     |     | 11  |     |     |     |     |     |     |     | 0       |
| –    | Johnnie Parsons          |     |     |     | 12  |     |     |     |     |     |     |     | 0       |
| –    | Johnnie Tolan            |     |     |     | 13  |     |     |     |     |     |     |     | 0       |
| –    | Robert La Caze           |     |     |     |     |     |     |     |     |     |     | 14  | 0       |
| –    | André Guelfi             |     |     |     |     |     |     |     |     |     |     | 15  | 0       |
| –    | Wolfgang Seidel          |     |     |     |     | Rit |     |     | Rit |     |     | Rit | 0       |
| –    | Giorgio Scarlatti        |     | Rit | Rit |     |     |     |     |     |     |     |     | 0       |
| –    | Giulio Cabianca          |     | NQ  |     |     |     |     |     |     |     | Rit |     | 0       |
| –    | Ron Flockhart            |     | NQ  |     |     |     |     |     |     |     |     | Rit | 0       |
| –    | Bob Christie             |     |     |     | Rit |     |     |     |     |     |     |     | 0       |
| –    | Dempsey Wilson           |     |     |     | Rit |     |     |     |     |     |     |     | 0       |
| –    | A. J. Foyt               |     |     |     | Rit |     |     |     |     |     |     |     | 0       |
| –    | Paul Russo               |     |     |     | Rit |     |     |     |     |     |     |     | 0       |
| –    | Shorty Templeman         |     |     |     | Rit |     |     |     |     |     |     |     | 0       |
| –    | Rodger Ward              |     |     |     | Rit |     |     |     |     |     |     |     | 0       |
| –    | Billy Garrett            |     |     |     | Rit |     |     |     |     |     |     |     | 0       |
| –    | Eddie Sachs              |     |     |     | Rit |     |     |     |     |     |     |     | 0       |
| –    | Johnny Thomson           |     |     |     | Rit |     |     |     |     |     |     |     | 0       |
| –    | Chuck Weyant             |     |     |     | Rit |     |     |     |     |     |     |     | 0       |
| –    | Jack Turner              |     |     |     | Rit |     |     |     |     |     |     |     | 0       |
| –    | Bob Veith                |     |     |     | Rit |     |     |     |     |     |     |     | 0       |
| –    | Dick Rathmann            |     |     |     | Rit |     |     |     |     |     |     |     | 0       |
| –    | Ed Elisian               |     |     |     | Rit |     |     |     |     |     |     |     | 0       |
| –    | Pat O'Connor             |     |     |     | Rit |     |     |     |     |     |     |     | 0       |
| –    | Paul Goldsmith           |     |     |     | Rit |     |     |     |     |     |     |     | 0       |
| –    | Jerry Unser              |     |     |     | Rit |     |     |     |     |     |     |     | 0       |
| –    | Len Sutton               |     |     |     | Rit |     |     |     |     |     |     |     | 0       |
| –    | Art Bisch                |     |     |     | Rit |     |     |     |     |     |     |     | 0       |
| –    | Alan Stacey              |     |     |     |     |     |     | Rit |     |     |     |     | 0       |
| –    | Christian Goethals       |     |     |     |     |     |     |     | Rit |     |     |     | 0       |
| –    | Dick Gibson              |     |     |     |     |     |     |     | Rit |     |     |     | 0       |
| –    | Brian Naylor             |     |     |     |     |     |     |     | Rit |     |     |     | 0       |
| –    | François Picard          |     |     |     |     |     |     |     |     |     |     | Rit | 0       |
| –    | Tom Bridger              |     |     |     |     |     |     |     |     |     |     | Rit | 0       |
| –    | Mike Magill              |     |     |     | SQ  |     |     |     |     |     |     |     | 0       |
| –    | Ken Kavanagh             |     | NQ  |     |     | NP  |     |     |     |     |     |     | 0       |
| –    | Bruce Kessler            |     | NQ  |     |     |     |     |     |     |     |     |     | 0       |
| –    | Paul Emery               |     | NQ  |     |     |     |     |     |     |     |     |     | 0       |
| –    | André Testut             |     | NQ  |     |     |     |     |     |     |     |     |     | 0       |
| –    | Luigi Piotti             |     | NQ  |     |     |     |     |     |     |     |     |     | 0       |
| –    | Bernie Ecclestone        |     | NQ  |     |     |     |     |     |     |     |     |     | 0       |
| –    | Luigi Taramazzo          |     | NQ  |     |     |     |     |     |     |     |     |     | 0       |
| –    | Louis Chiron             |     | NQ  |     |     |     |     |     |     |     |     |     | 0       |
| –    | Rex Easton               |     |     |     | NQ  |     |     |     |     |     |     |     | 0       |
| –    | Jack Ensley              |     |     |     | NQ  |     |     |     |     |     |     |     | 0       |
| –    | Marshall Teague          |     |     |     | NQ  |     |     |     |     |     |     |     | 0       |
| –    | Gene Hartley             |     |     |     | NQ  |     |     |     |     |     |     |     | 0       |
| –    | Elmer George             |     |     |     | NQ  |     |     |     |     |     |     |     | 0       |
| –    | Ray Crawford             |     |     |     | NQ  |     |     |     |     |     |     |     | 0       |
| –    | Eddie Russo              |     |     |     | NQ  |     |     |     |     |     |     |     | 0       |
| –    | Fred Agabashian          |     |     |     | NQ  |     |     |     |     |     |     |     | 0       |
| –    | Van Johnson              |     |     |     | NQ  |     |     |     |     |     |     |     | 0       |
| –    | Joe Giba                 |     |     |     | NQ  |     |     |     |     |     |     |     | 0       |
| –    | Jimmy McWithey           |     |     |     | NQ  |     |     |     |     |     |     |     | 0       |
| –    | Jimmy Daywalt            |     |     |     | NQ  |     |     |     |     |     |     |     | 0       |
| –    | Bill Homeier             |     |     |     | NQ  |     |     |     |     |     |     |     | 0       |
| –    | Al Herman                |     |     |     | NQ  |     |     |     |     |     |     |     | 0       |
| –    | Bob Cortner              |     |     |     | NQ  |     |     |     |     |     |     |     | 0       |
| –    | Leroy Warriner           |     |     |     | NQ  |     |     |     |     |     |     |     | 0       |
| Pos. | Pilota                   |     |     |     |     |     |     |     |     |     |     |     | Punti   |

| Legenda | 1º posto     | 2º posto | 3º posto    | A punti         | Senza punti/Non class.  | Grassetto – Pole position Corsivo – Giro più veloce |
| Legenda | Squalificato | Ritirato | Non partito | Non qualificato | Solo prove/Terzo pilota | Grassetto – Pole position Corsivo – Giro più veloce |

### Classifica costruttori
| Pos | Costruttore   | Punti   |
| --- | ------------- | ------- |
| 1   | Vanwall       | 48 (57) |
| 2   | Ferrari       | 40 (57) |
| 3   | Cooper-Climax | 31      |
| 4   | BRM           | 18      |
| 5   | Maserati      | 6       |
| 6   | Lotus-Climax  | 3       |
| 7   | Connaught     | 0       |
| 8   | OSCA          | 0       |
| 9   | Porsche       | 0       |

- Punti assegnati: 1° 8 pti - 2° 6 pti - 3° 4 pti - 4° 3 pti - 5° 2 pti
- Nel conteggio punti per il campionato valgono solo i migliori 6 risultati. Solo la prima automobile classificata segna punti. Nella colonna Punti sono indicati i quelli effettivamente validi per il campionato, tra parentesi i punti totali conquistati.